# GIJS Groningen
GIJS Groningen je poloprofesionální nizozemský hokejový klub. Byl založen v roce 1967. Domácím stadionem je Sportcentrum Kardinge. Od sezóny 2012/13 hraje v Eerste divisie, později přjemenované na Eredivisie, druhé nejvyšší nizozemské lize. Výjimkou byl ročník 2016/17, který klub odehrál v elitní nizozemsko-belgické BeNe lize.

## Úspěchy
- Nizozemská liga ledního hokeje – mistři v ročníku 1985/86

## Vývoj názvů týmu
- Groninger IJshockey Stichting (1967–1976)
- Pecoma Grizzlies (1976–2010)
- GIJS Bears Groningen (2012–2014)
- GIJS Groningen (od 2014)